# Intimidation

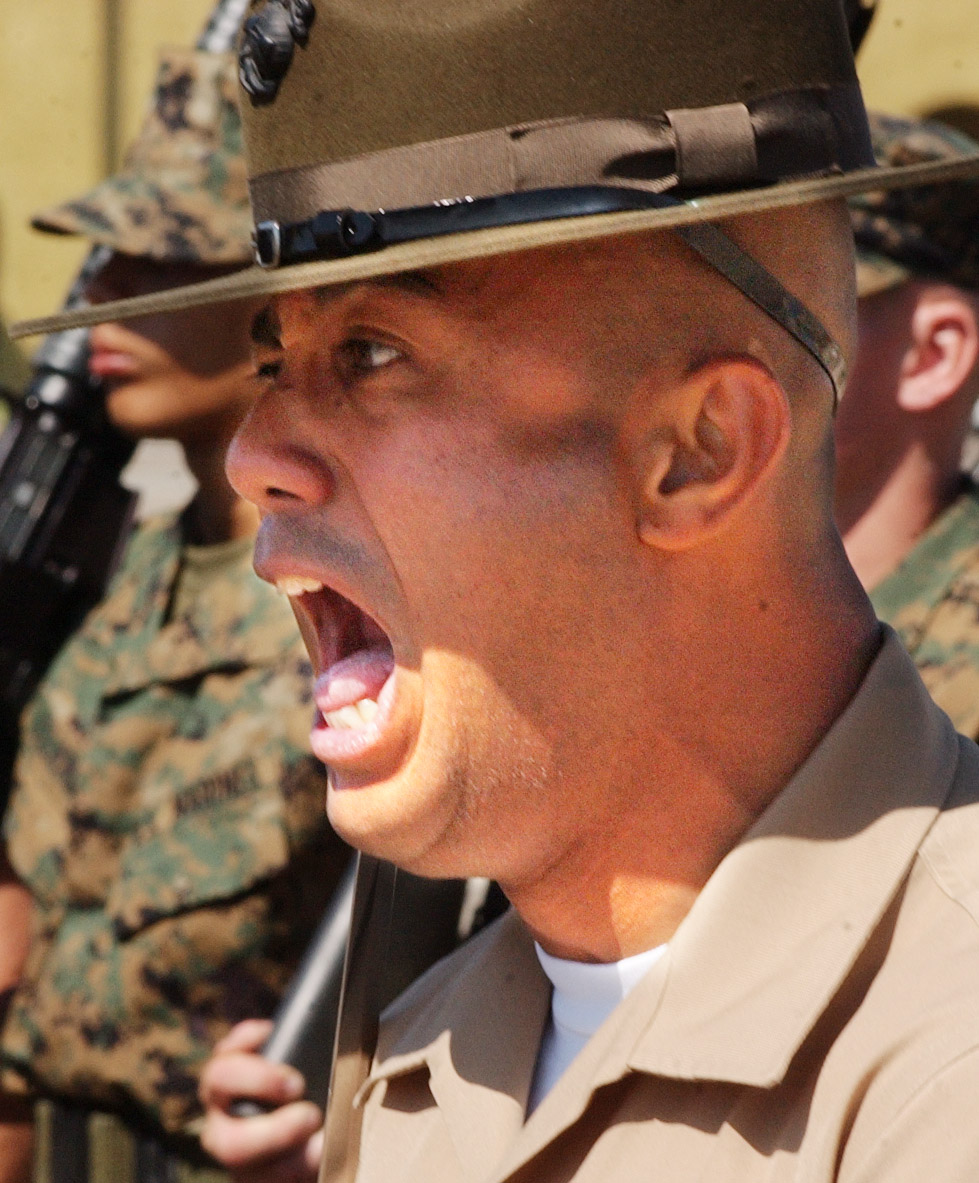
Abus verbal, au cours d'un entraînement militaire.

L’intimidation est l'action d'intimider, de faire peur à quelqu'un ; c'est aussi le résultat de cette action. Elle peut aussi être définie comme « des pressions destinées à dissuader une personne de faire son devoir ou de faire valoir ses droits. ». 
L'intimidation peut s'exprimer sous forme de violence psychologique et physique et avoir des répercussions traumatiques. Certaines formes d'intimidations sont illégales, notamment le terrorisme.

## Histoire
Les Romains accordaient de l'importance à l'uniforme, les drapeaux, les symboles, les étendards et musiques militaires, pour donner à leurs légions l'aspect de machine de guerre, et à cet effet intimider et démoraliser l'armée ennemie.[réf. nécessaire]

## Psychologie sociale

### Caractéristiques
L'intimidation peut se manifester de plusieurs manières. Ces méthodes peuvent inclure violences physiques, regards noirs, manipulation émotionnelle, abus verbaux, bizutages et / ou autres formes d'agression pouvant avoir pour conséquence une baisse de l'égo. Ce comportement peut également inclure des commentaires ou insultes humiliants, des propositions obscènes, des blocages physiques empêchant ou bloquant les mouvements ou autres empêchant une activité quotidienne. Elle peut également faire partie d'une menace délinquante et ainsi aboutir à une violence. Elle peut également être utilisée pour soustraire quelqu'un à la menace ou au chantage. 
Il n'est pas prouvé que l'intimidation doive nécessairement être violente pour causer la peur ou l'effroi.

### Dominance
L'intimidation est le résultat d'une réticence à engager une confrontation ou menacer de violence. L'intimidation peut être un « comportement compensatoire » et également un processus inconscient. 
L'intimidation et les menaces ont pour résultat une diminution de la productivité dans les relations hiérarchiques.
Le harcèlement comprend des intimidations et peut mener les victimes à développer des troubles psychologiques et à adopter des comportements violents, d'automutilation ou suicidaires.
Le viol et l'abus sexuel sont des processus conscients utilisés pour intimider le partenaire d'une relation conjugale et comme arme psychologique dans un conflit armé. Il est néanmoins difficile de différencier l'intimidation du « hooliganisme ». Le cri de guerre a de même un impact psychologique sur l'armée ennemie, et vise notamment à l'intimider.
L'intimidation scolaire s'exprime à travers diverses stratégies. Un enfant est victime d'intimidation quand des propos blessants et désagréables sont diffusés à son égard, quand il est frappé et menacé ou que l'on organise son isolement social. La cyberintimidation est utilisée par certains agresseurs, et peut provoquer chez la victime des problèmes sur les plans psychosociaux, affectifs et scolaires.

### Discrimination
L'intimidation liée à un préjudice et une discrimination peut inclure un comportement « agaçant, menaçant, intimidant, qui alerte ou qui fait sentir un sentiment d'insécurité chez un autre individu en raison de la race, couleur de peau, les origines, racines ethniques, l'orientation sexuelle, la religion, les pratiques religieuses, l'âge ou d'un handicap sexuel ou mental, peu importe si cette perception est correcte ou non. »

### Intimidation dans un contexte du violence conjugale
L’intimidation est une stratégie qui peut être déployée par un conjoint violent envers sa partenaire ou son ex-partenaire, souvent dans une dynamique relationnelle caractérisée par le contrôle coercitif. La professeure Janet E. Mosher explique que les conjoints violents peuvent avoir recours à une multiplicité de tactiques pour dominer leur victime, parmi lesquelles l’intimidation. Ce faisant, Mosher insiste que l’acte d’intimidation n’est pas un épisode distinct d’une relation autrement saine, mais plutôt qu’il est un élément constitutif d’une dynamique relationnelle abusive. Le professeur Evan Stark a également reconnu le contrôle coercitif comme:
Un modèle [pattern] continu de domination par lequel les partenaires masculins violents entremêlent principalement la violence physique et sexuelle répétée avec l’intimidation, la dégradation sexuelle, l’isolement et le contrôle. Le principal résultat du contrôle coercitif est une condition de prise au piège qui peut ressembler à une prise d’otage dans les atteintes qu’il inflige à la dignité, à la liberté, à l’autonomie et à l’intégrité physique et psychologique. [traduction]
Stark a démontré que lorsque l’intimidation survient dans un contexte de violence conjugale, les conjoints violents y recourent pour « instiller la peur, la dépendance, la conformité, la loyauté et la honte» [traduction]. L’intimidation se fait principalement par le biais de menaces, de surveillance, de dénigrement et de destruction de biens. Aussi, certaines tactiques d’intimidation -par exemple, s’enquérir de la localisation de la victime- ne semblent pas problématiques à un tiers, bien qu’elles le soient dans le contexte relationnel abusif. 
Des exemples d’intimidation dans un contexte de violence conjugale comprennent le retrait des pièces essentielles de la voiture de la victime, le vol d’argent, le retrait des effets personnels de la victime de sa propre maison, et d’autres actions similaires que Stark qualifie d’« actes anonymes dont l’identité de l’instigateur ne pose jamais de doute». La surveillance (stalking) est également un outil courant de contrôle coercitif, « conçu pour communiquer l'omniprésence de l'agresseur». Elle peut prendre la forme de fouilles aléatoires des effets personnels de la victime (par exemple, de son sac à main ou de ses relevés bancaires), de surveillance des communications de la victime ou de chronométrage de ses activités. Le conjoint violent peut également dégrader sa victime, par exemple en lui refusant l’accès à des produits essentiels, comme du papier de toilette, ou en la forçant à se faire tatouer pour marquer la « propriété » du conjoint violent sur elle.

## Intimidation animale
L'intimidation est utilisée par diverses espèces du règne animal pour dissuader d'éventuels prédateurs. Certains vertébrés ont développé des évolutions physiologiques : accroissement exagéré de la masse corporelle (poissons, grenouilles, crapauds,..), développement de parures (pelage et plumage), crêtes et pics ainsi que des ailes chez des reptiles et oiseaux. Des sons et des odeurs spécifiques sont également émis pour intimider. Certains prédateurs possèdent des cornes et des dentures menaçantes.

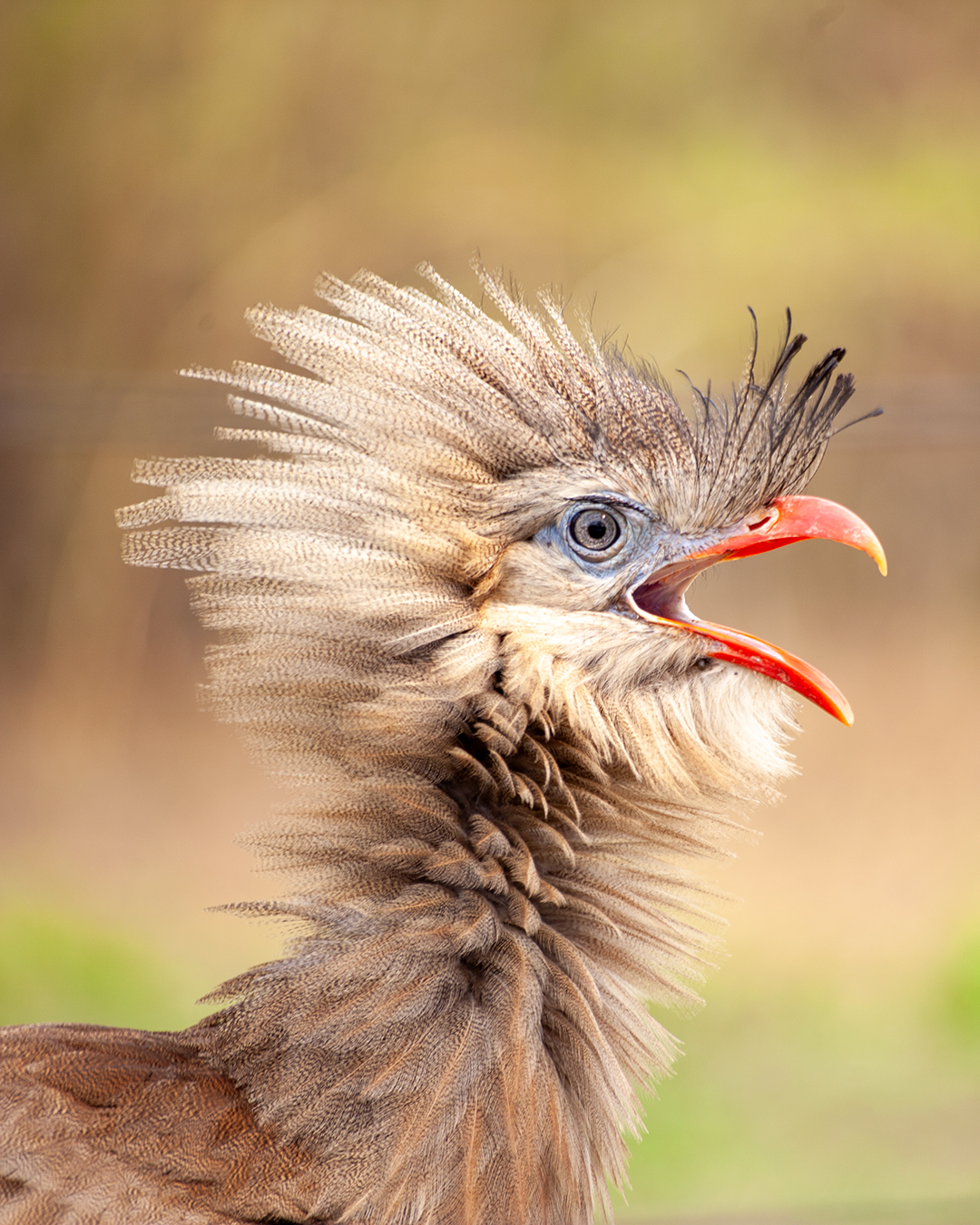
Posture d'intimidation d'un cariama huppé avec plumes dressées sur la tête et le cou pour paraître plus imposant.
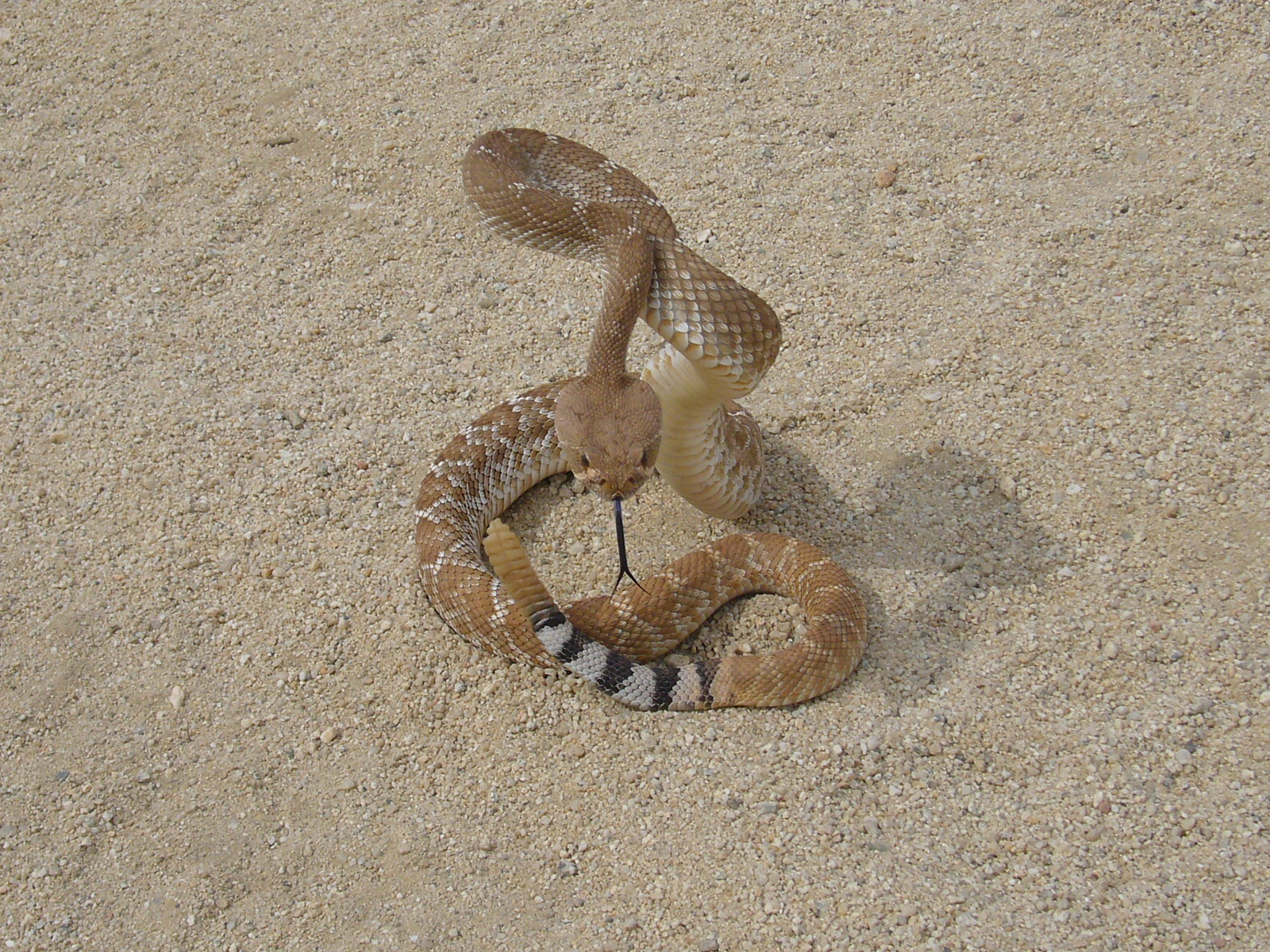
Serpent à sonnette dressé en une posture intimidante.

## Droit par pays

### Canada
En droit pénal canadien, l'intimidation est une infraction pénale prévue à l'article 423 du Code criminel : 
En common law canadienne, lorsqu'une campagne d'intimidation crée un risque crédible que l'intimidation entraînera un passage à l'acte vers la violence physique, le délit civil de voie de fait peut trouver application, car ce délit civil n'englobe pas seulement les violences physiques, il inclut aussi les menaces crédibles de passer à l'action, d'après l'arrêt Warman de la Cour supérieure de justice de l'Ontario et les auteurs Linden, Klar et Feldhausen.
Sous l'angle du droit civil québécois, l'intimidation est une faute extracontractuelle au sens de l'article 1457 du Code civil du Québec et de la doctrine des auteurs Baudouin, Deslauriers et Moore